# Mercedes Rueda Sabater
Mercedes Rueda Sabater (Valladolid, 21 de setembre de 1956 - Viana de Cega, 19 d'agost de 1995) va ser una arqueòloga i conservadora, Cap de Secció del Museu Arqueològic Nacional (Espanya), Departament de Numismàtica.

## Dades biogràfiques
Mercedes Rueda Sabater va néixer el 1957. Va obtenir el grau acadèmic de Doctora per la Universitat de Valladolid el 1989. La seva tesi “Primeres encunyacions a Castella i Lleó” va ser qualificada d'apte cum laudem. Va ser diplomada en Arxivística i Documentació i va fer estudis de postgrau a la Biblioteca Nacional. El 1983 va obtenir la plaça per oposició al Cos Facultatiu de conservadors de Museus. Des de 1991 va ser Cap de Secció del Departament de Numismàtica i Medallística.
El seu interès per catalogar monedes medievals la va portar a investigar en altres museus com el de Burgos, Valladolid, Palència, León, Segòvia, Àvila, entre d'altres, a més de les seves estades en British, Ashmolean Museum, Museu Fitzwilliam.
Va pertànyer a l'AEAM i la SIAEN.
Considerava que la numismàtica no havia de perdre les seves arrels en l'arqueologia, que era el mitjà per arribar a conèixer la història monetària.
Va morir jove sense poder acabar treballs que havia començat. Les seves companyes i companys li van retre homenatge dedicant-li tot el treball de l'exposició La moneda: una mica més que diners.